# Awake (album de Godsmack)
Pour les articles homonymes, voir Awake.
Albums de Godsmack
Godsmack Faceless
Awake est le deuxième album de la formation Godsmack.  L'album est sorti le 31 octobre 2000.

## Liste des titres
1. Sick of Life - 3:52
2. Awake - 5:04
3. Greed - 3:28
4. Bad Magick - 4:14
5. Goin'Down - 3:27
6. Mistakes - 5:58
7. Trippin’ - 4:55
8. Forgive me - 4:20
9. Vampires - 3:45
10. The Journey - 0:50
11. Spiral - 5:34